# Orisaari (ö i Finland, Norra Savolax, Inre Savolax, lat 62,77, long 26,76)
Orisaari är en ö i Finland.   Den ligger sjön Niinivesi och i kommunen Rautalampi i den ekonomiska regionen  Inre Savolax ekonomiska region  och landskapet Norra Savolax, i den centrala delen av landet, 300 km norr om huvudstaden Helsingfors.  Öns area är 8 hektar och 550 meter i sydöst-nordvästlig riktning.